# Radim Zika
Radim Zika (* 25. srpna 1970 Liberec) je český politik, člen ODS, od roku 2010 člen výkonné rady ODS a bývalý ředitel Pozemkového fondu ČR.

## Životopis
Absolvoval Střední průmyslovou školu textilní – obor technologie. Bakalářský titul z politologie získal na soukromé VŠ v Kolíně. Tři roky strávil soukromě v Německu, Spojených státech a Anglii. Magisterský titul získal na Metropolitní univerzitě Praha, obor mezinárodní vztahy a evropská studia.

## Politická kariéra
V lednu 1997 začal pracovat jako asistent 1. místopředsedy Senátu Parlamentu ČR a v květnu téhož roku vstoupil do řad ODS. Členem oblastní (okresní) rady ODS byl zvolen v roce 1999 a v listopadu 2000 i do krajského zastupitelstva Libereckého kraje. Byl zvolen členem rady Libereckého kraje a pověřen řízením resortu životního prostředí a zemědělství. V červnu 2002 se stal předsedou komise pro životní prostředí a zemědělství Rady Asociace krajů ČR, poradního orgánu hejtmanů. V roce 2003 byl zvolen předsedou oblastní rady ODS a místopředsedou regionální rady ODS (krajské). Po znovuzvolení v listopadu roku 2004 působil jako náměstek hejtmana pověřený vedením resortu rozvoje venkova, zemědělství, životního prostředí a informatiky.
V krajských volbách 2008 neúspěšně kandidoval na pozici hejtmana Libereckého kraje; ministr zemědělství Petr Gandalovič pro něho však našel místo v čele výkonného výboru Pozemkového fondu, který hospodaří s 320 tisíci hektary státních pozemků, určených převážně k restituci. Zikovo jmenování do čela výboru vzbudilo pochybnosti o jeho odborné způsobilosti. Server Náš Liberec v této souvislosti poukázal také na zkušenosti ze Zikových snah o změnu územního plánu ve prospěch stavebních firem, na něž je navázán.
Jako referenta výkonného výboru Pozemkového fondu si Zika přivedl z Liberce kolegu Michala Frydrycha, jemuž je přikládána odpovědnost za kontroverzní prodej pozemků spojených s konáním libereckého mistrovství 2009 spekulantům. Frydrych však tvrdí, že v té době (2004) o šampionátu nevěděl, a Zika si ho váží „jako odborníka, který má přímou zkušenost s agendou Pozemkového fondu“.
V roce 2011 zaměstnal jako ekonomickou konzultantku teprve dvaadvacetiletou absolventku střední školy Lucii Placzkovou, přítelkyni trenéra Aloise Hadamczika, se kterým Radim Zika hraje v amatérském hokejovém klubu.
Radim Zika po těchto kontroverzních činech na funkci ředitele Pozemkového fondu 13. června 2012 rezignoval.
Ve volebním období 2008–2012 byl členem Finančního výboru zastupitelstva Libereckého kraje.
V krajských volbách v roce 2012 se opět v Libereckém kraji objevil na kandidátce Občanské demokratické strany, později se však vzdal kandidatury a rozhodl se nadále pohybovat jen v soukromém sektoru.